# 石ヶ瀬会館
石ヶ瀬会館（いしがせかいかん）は、1989年（平成元年）4月に開館した、大府市の男女共同参画づくりの拠点施設である。愛称は「ミューいしがせ」。
管理・運営は2009年（平成21年）4月より指定管理者であるNPO法人ミューぷらん・おおぶが行っている。

## 概要
当初は、地域のふれあい施設という位置づけだったが、その後男女共同参画の拠点施設として事業を行っており大小の会議室や和室、料理室、視聴覚室、食事室、相談室などを備えるほか、男女共同参画関連の本やその他書籍の貸し出しも行っている。また、定期的に講座や福祉・健康フェアなどのイベントも開催されている。
なお、同施設では公益社団法人大府市シルバー人材センターも拠点を置き活動を行っており、2012年（平成24年）4月2日には敷地内に高年齢者就労の支援施設「幸齢ゆめハウス」がオープンした。

## 施設
- ホール - 舞台には反響板を備えている。
- 図書スペース
- 大会議室
- 小会議室
- 視聴覚室

など

## 所在地
- 愛知県大府市江端町4丁目1番地

## 交通アクセス
- JR東海道本線・武豊線「大府駅」から徒歩で約23分。